# Anguissola (cratère)
Pour les articles homonymes, voir Anguissola.
Anguissola est un cratère d'impact présent sur la surface de Mercure. 
Le cratère fut ainsi nommé par l'Union astronomique internationale en 2017 en hommage à la peintre italienne Sofonisba Anguissola. 
Son diamètre est de 35,41 km. Il se situe dans le quadrangle de Borealis (quadrangle H-1) de Mercure.